# Asarum balansae
Asarum balansae är en piprankeväxtart som beskrevs av Adrien René Franchet. Asarum balansae ingår i släktet hasselörter, och familjen piprankeväxter. Inga underarter finns listade i Catalogue of Life.